# Caradrina danieli
Caradrina danieli är en fjärilsart som beskrevs av Charles Rungs, 1950. Caradrina danieli ingår i släktet Caradrina och familjen nattflyn, Noctuidae. Inga underarter finns listade i Catalogue of Life.